# Friedrich Gottlieb Bartling

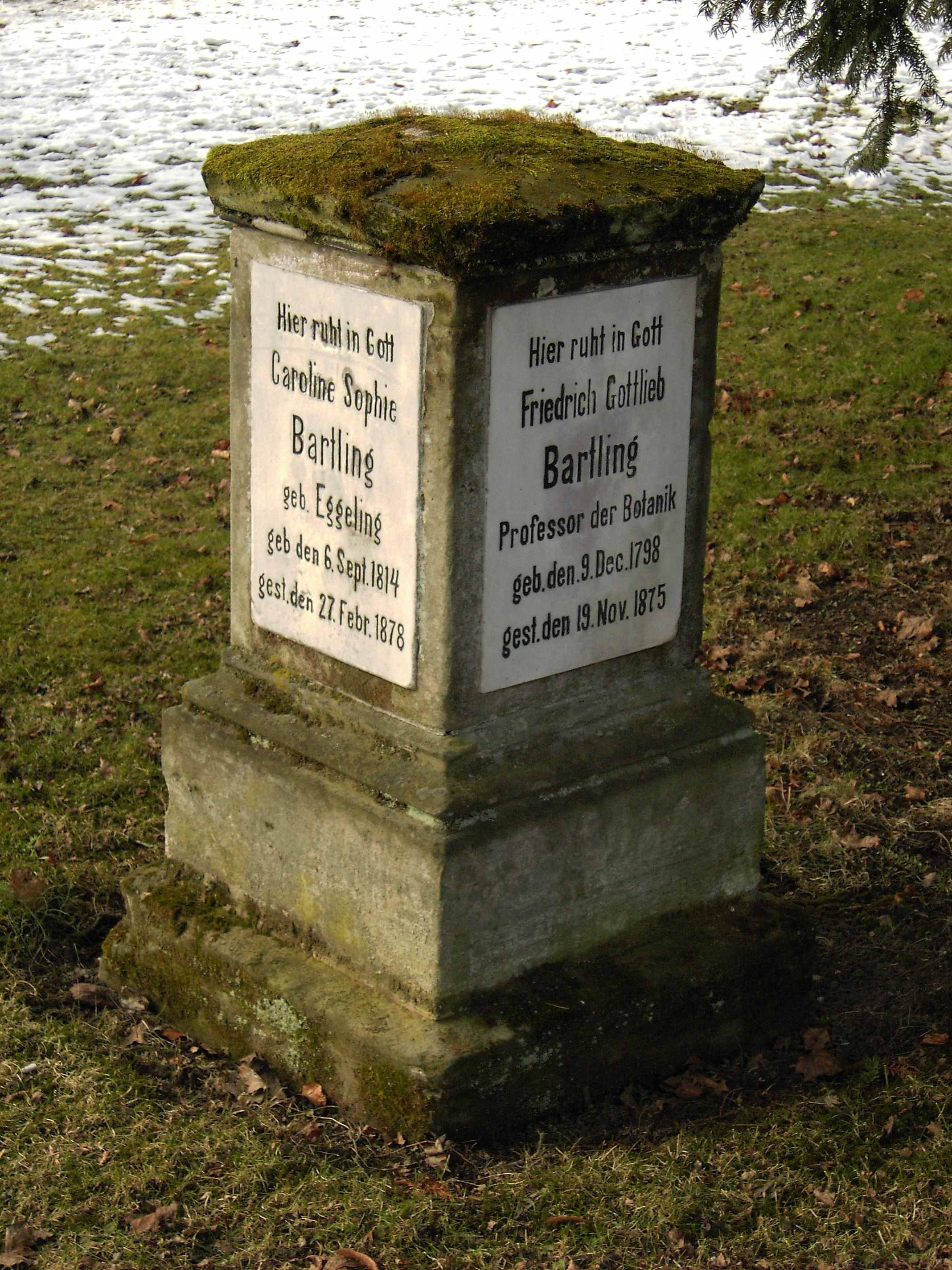
Grab des Ehepaars Bartling auf dem Göttinger Albanikirchhof

Friedrich Gottlieb Bartling (* 9. Dezember 1798 in Hannover; † 19. November 1875 ebenda) war ein deutscher Botaniker. Sein offizielles botanisches Autorenkürzel lautet „Bartl.“

## Leben und Wirken
Bartling studierte an der Universität Göttingen Naturwissenschaften, bereiste 1818 Ungarn und Kroatien, wurde 1822 Privatdozent, 1836 Professor und 1837 Direktor des Botanischen Gartens in Göttingen. Er wurde am 8. Juni 1862 (Matrikel-Nr. 1964) mit dem Beinamen A. P. Decandolle zum Mitglied der Deutschen Akademie der Naturforscher Leopoldina und 1843 zum ordentlichen Mitglied der Göttinger Akademie der Wissenschaften gewählt.

## Ehrungen
Nach Bartling ist die Pflanzengattung Bartlingia Rchb. aus der Familie der Rötegewächse (Rubiaceae) benannt.

## Schriften
- De littoribus ac insulis maris Liburnici. Hannover 1820 (Google Books)
- mit Heinrich Ludolph Wendland: Beiträge zur Botanik. Erstes Heft, Vandenhoeck und Ruprecht, Göttingen 1824 (Archive)
- mit Heinrich Ludolph Wendland: Beiträge zur Botanik. Zweites Heft, Vandenhoeck und Ruprecht, Göttingen 1825 (Archive)
- Beiträge zur Flora der österreichischen Küstenländer. In: Beiträge zur Botanik, 2, Vandenhoeck und Ruprecht, Göttingen 1825 (Archive)
- Ordines naturales plantarum. Göttingen 1830 (Google Books)
- mit Georg Ernst Ludwig Hampe: Vegetabilia cellularia in Germania septentrionale praesertim in Hercynia et in agro Gottingensi.  1832–1845